# Grupo Gaur
El Grupo Gaur (hoy en euskera) fue un colectivo de artistas plásticos fundado en  Guipúzcoa (España) en 1966 con el objetivo de establecer un vínculo con la vanguardia internacional y recuperar el diálogo artístico contemporáneo.
Este grupo se destacó como un referente de la actividad artística vasca de la época, alcanzando una proyección internacional.
Su primera exposición se llevó a cabo  en la galería Barandiarán de San Sebastián en 1966,  y en ella participaron los artistas Amable Arias, Néstor Basterrechea, Eduardo Chillida,  Remigio Mendiburu,  Jorge Oteiza, Rafael Ruiz Balerdi, José Antonio Sistiaga y José Luis Zumeta.

A lo largo de su existencia, el grupo organizó varias exposiciones en diferentes localidades de Guipúzcoa y ciudades cercanas. No obstante, debido a desacuerdos personales y artísticos, especialmente entre dos de sus miembros más influyentes, Eduardo Chillida y Jorge Oteiza, el Grupo Gaur se disolvió en 1969.

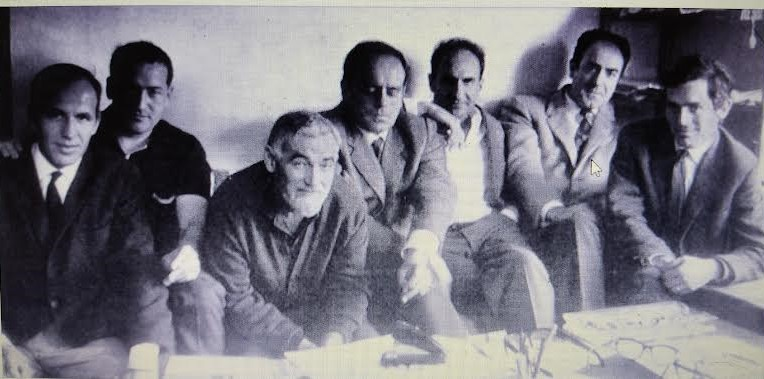
Grupo Gaur

## Significado histórico
El Grupo Gaur  diseñó un modelo transformador  de producción y exhibición artística, cuya puesta en marcha supuso una ruptura estructural con las dinámicas culturales de la época y despertó el papel del artista y el arte como sujetos activos en los procesos de construcción colectiva.
Su gran operación fue intentar colocar el arte contemporáneo en el centro de la construcción cultural e identitaria de aquellos años.
Su historia, como movimiento conjunto, apenas duró unos años  pero su memoria como creadores de lenguajes poéticos libres sigue provocando imaginarios sin cadenas.